# Loris Kessel
Loris Kessel (Lugano, 1º aprile 1950 – Montagnola, 15 maggio 2010) è stato un pilota automobilistico svizzero.

## Carriera
Partecipò ad alcune gare in Formula 1 nel 1976 con una Brabham del team RAM ottenendo come miglior risultato un dodicesimo posto in Belgio.
L'anno successivo tentò senza riuscirvi la qualificazione al Gran Premio d'Italia con la sua Apollon. Ha in seguito gestito con successo nella sua città un'importante concessionaria di auto di lusso, che si occupa della vendita di auto supersportive come Ferrari e Maserati, nonché dell'organizzazione di campionati di corse, dedicate agli appassionati del genere.
La squadra da lui fondata si chiama Loris Kessel Racing Team, ed è una delle più importanti della Svizzera. Nel palmarès della Scuderia risultano numerose vittorie nel Ferrari Challenge serie Europa e la conquista di due Titoli Piloti nella Coppa Shell e come Team nel 2006. Nel 2002 Alex Caffi e Max Cattori si aggiudicano il Titolo nel Gt Francese a bordo di una Ferrari 360 Gt. Loris Kessel e Andrea Chiesa nel Gt Italiano hanno portato a casa due titoli di categoria nel 2003 e 2004 a bordo di una Ferrari 360 GTC.
Nel 2005 debuttano nel Gt Italia con la Ferrari 575 Gtc. Nel 2006 sempre nel gt Italiano conquistano una vittoria ad Imola e Kessel si piazza secondo in Campionato dietro alla Maserati Mc12. Sempre nel 2006 la Kessel Racing ha debuttato nel Fia Gt3 con tre Ferrari F430 Gt3. Nel 2007 la Kessel Racing ha rinnovato l'impegno nel Ferrari Challenge serie Europa, partecipa inoltre a tutta la stagione del Fia Gt3 con tre Ferrari F430; a tal proposito la factory di Grancia è scesa in pista i primi di febbraio con il nuovo kit di trasformazione, messo a punto con JMB Racing. Altro impegno del 2007 la partecipazione al neo-nato Adac Gt3 sempre con le F430, la partecipazione fino ad ora sarà solamente per le gare che si svolgeranno in Germania, non è escluso l'impegno per tutta la serie.
La stagione 2007 è iniziata nel migliore dei modi con la conquista della testa della classifica nel Fia Gt3 con Moser-Vannelet vincitori di entrambe le gare a Silverstone e sempre la testa della classifica con Coldani-Capelli nel GT Italia dopo due appuntamenti (quattro gare). Henri Moser si conferma anche nel Ferrari Challenge con la prima vittoria della stagione.
Malato da tempo, è morto all'età di 60 anni nella sua abitazione di Montagnola il 15 maggio 2010 per una leucemia che lo indeboliva da due anni.

## Risultati in F1
| 1976 | Scuderia | Vettura |  |  |  |    |    |  |     |    |  |  |    |  |  |  |  |  |  | Punti | Pos. |
| ---- | -------- | ------- |  |  |  | -- | -- |  | --- | -- |  |  | -- |  |  |  |  |  |  | ----- | ---- |
| 1976 | Brabham  | BT44B   |  |  |  | NQ | 12 |  | Rit | NQ |  |  | NC |  |  |  |  |  |  | 0     |      |

| 1977 | Scuderia | Vettura |  |  |  |  |  |  |  |  |  |  |  |  |  |    |  |  |  | Punti | Pos. |
| ---- | -------- | ------- |  |  |  |  |  |  |  |  |  |  |  |  |  | -- |  |  |  | ----- | ---- |
| 1977 | Apollon  | Fly     |  |  |  |  |  |  |  |  |  |  |  |  |  | NQ |  |  |  | 0     |      |

| Legenda | 1º posto     | 2º posto | 3º posto    | A punti         | Senza punti/Non class.  | Grassetto – Pole position Corsivo – Giro più veloce |
| Legenda | Squalificato | Ritirato | Non partito | Non qualificato | Solo prove/Terzo pilota | Grassetto – Pole position Corsivo – Giro più veloce |